# Сорая Тарзі
Сорайя Тарзі (пушту ملکه ثريا; 24 листопада 1899, Дамаск, Сирія — 20 квітня 1968, Рим, Італія) — королева і фактична співправителька Афганістану з королем Амануллою Ханом. Єдина королева і жінка в списку регентів Афганістану. Вважається однією з перших афганських та мусульманських феміністок і була першою королевою-мусульманкою у світі, яка публічно займалася політикою.

## Біографія

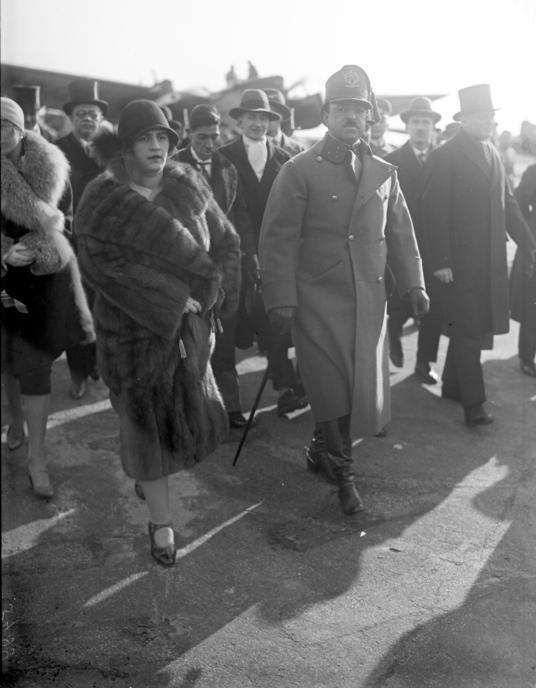
Королева Афганістану Сорайя Тарзі та король Аманулла Хан у Берліні, 1928 рік

Народилася 24 листопада 1899 року в Дамаску (Сирія) в родині Сардар Махмуд Тарзі, члена пуштунського племені Мохамеджай, з гілки королівської династії Баракзая. Отримала західне виховання. Познайомилася з Амануллахом, до того як вони одружилися у 1913 році, була його єдиною дружиною. У 1919 році її чоловік став регентом, а в 1926 — королем.
Тарзі була присутня на засіданнях уряду, полюваннях, поїздках країною та урочистих заходах, чого раніше не бувало в мусульманській країні. Король сказав: «Я ваш король, але міністр освіти — моя дружина — ваша королева». Сорайя Тарзі брала участь у написанні нової афганської конституції. На промові, в якій король стверджував, що іслам не вимагає від жінок приховувати обличчя, Тарзі зняла чадру, і багато жінок наслідували її приклад. Королева носила сучасний західний одяг. Інші члени королівської родини також наслідували її, ставши першими емансипованими жінками у країні. Тарзі запросила жінок взяти участь у житті громади та побудувати сучасний Афганістан, а в 1928 році жінок відправили на навчання до Туреччини.
У 1927—1928 роках королівська пара здійснила поїздку в Європу. Британці, щоб підняти повстання проти прорадянського прогресивного короля, поширювали фотографії серед консервативних мусульман та племен в Афганістані, на яких Тарзі сиділа та їла за столом з чоловіками, фото у європейській сукні, яку консервативні пуштуни розцінювали як порушення честі. Це призвело до того, що королівську пару вигнали з країни в результаті державного перевороту в 1929 році.
Померла 20 квітня 1968 року у Римі, Італія.